# Fryšták
Fryšták (pronunție în cehă [frɪʃtaːk] ⓘ; în germană Freistadtl) este o comună și un oraș din districtul Zlín din regiunea Zlín din Republica Cehă. Are aproximativ o populație de 3.800 de locuitori. Centrul istoric al orașului este bine conservat și este protejat prin lege ca zonă de monument urban.

## Diviziuni administrative

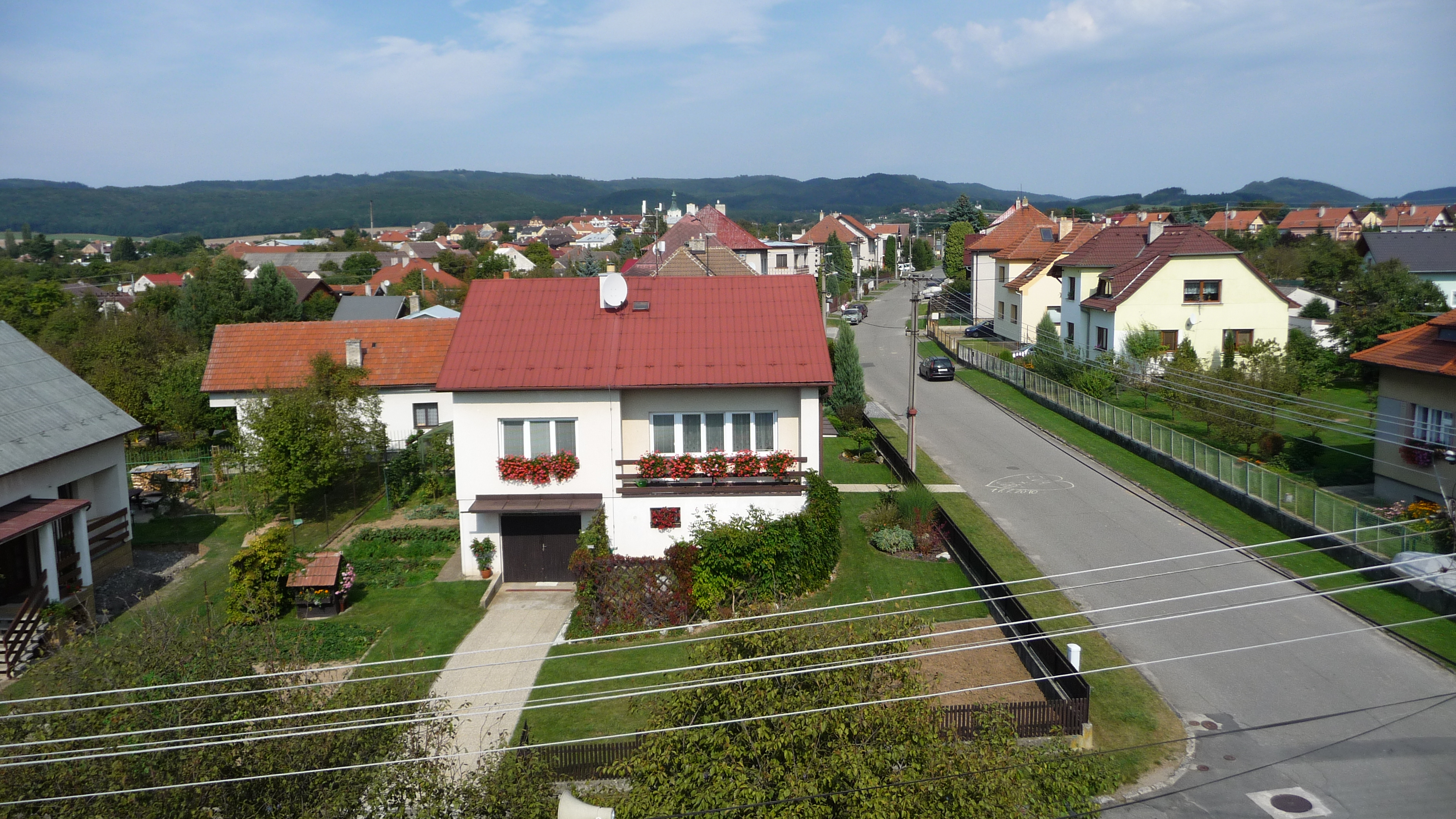
Dolní Ves, parte din Fryšták

Fryšták este format din patru diviziuni administrative (în paranteze populația conform recensământului din 2021):
- Fryšták (1470)
- Dolní Ves (513)
- Horní Ves (1403)
- Vítová (275)

## Etimologie
Numele său este o transliterare cehă a denumirii în limba germană frei stadt (cu sensul de „oraș liber”).

## Geografie
Fryšták se află la aproximativ 5 kilometri (3 mi) la nord de Zlín. Partea de nord a teritoriului comunal se află în Munții Hostýn-Vsetín, iar restul teritoriului în Munții Vizovice. Cel mai înalt punct este la 566 metri (1.857 ft) deasupra nivelului mării. Fryšták se află la granița dintre regiunile etnografice Vlahia Moravă și Haná⁠(d).
Pârâul Fryštácký potok curge prin oraș. Rezervorul Fryšták a fost construit pe acest pârâu în 1935–1938 ca sursă de apă pentru Zlín. Din 1997, lacul de acumulare este protejat ca monument cultural.

## Istorie
Prima mențiune scrisă despre Fryšták este din 15 ianuarie 1356, sub numele său latin Freystat. În 1382, Fryšták a fost descris ca un oraș prosper, cu comerț, meșteșuguri, un abator și centru balnear. Prosperitatea sa a fost întreruptă de declanșarea Războiului de Treizeci de Ani.
Până în secolul al XIX-lea, Fryšták a fost bine cunoscut pentru agricultură și producția de lemn. Incendiul din 1841 a făcut ca majoritatea clădirilor tradiționale din lemn din Fryšták să fie înlocuite cu clădiri mai moderne. Până la sfârșitul secolului al XX-lea, un val contemporan de construcții de mai multe case noi a dus la instalarea unei infrastructuri moderne, cum ar fi conducte de gaz natural și rețelele de telefonie.

## Transporturi
Nu există căi ferate sau drumuri majore care trec prin oraș.

## Obiective turistice

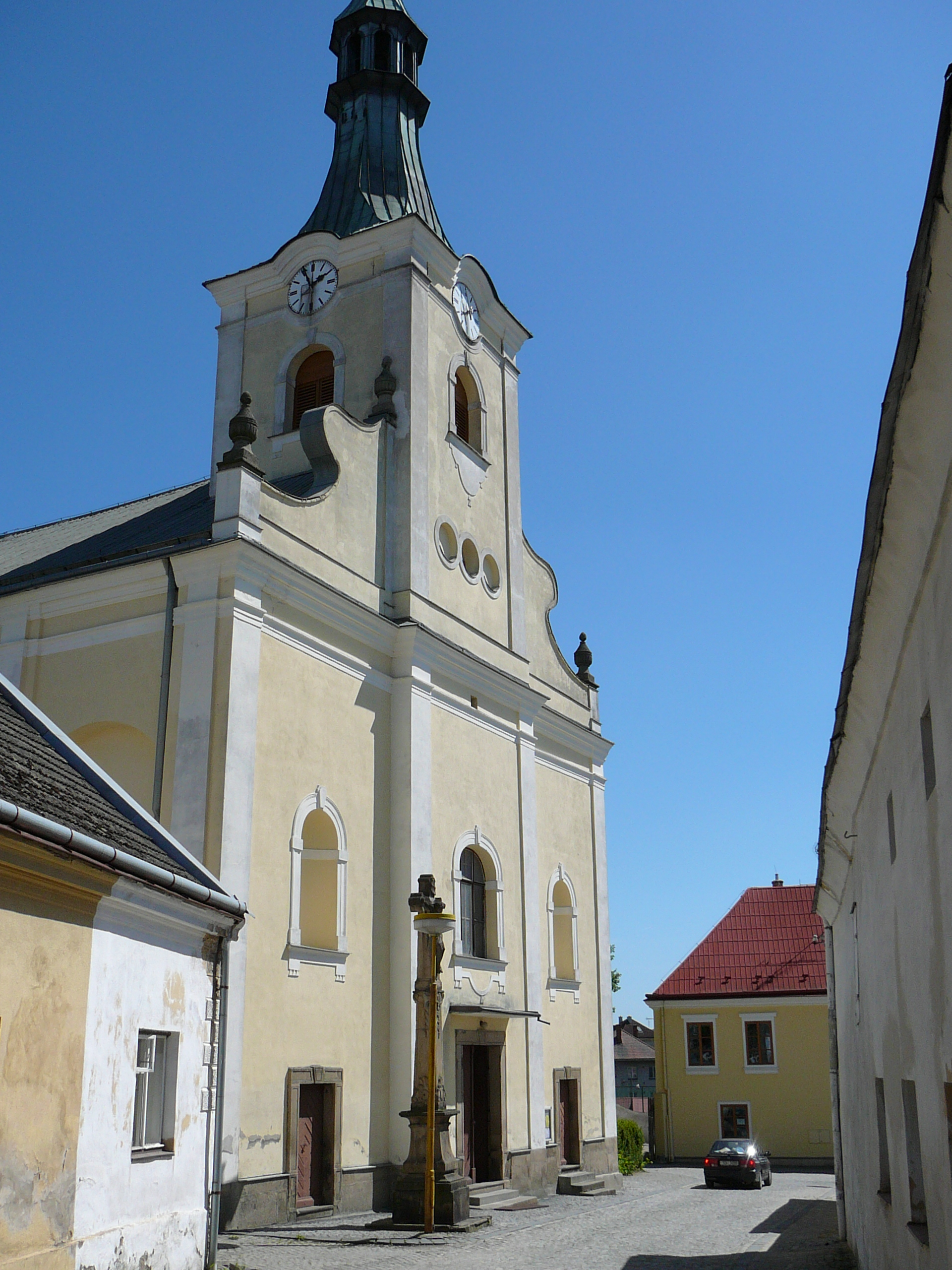
Biserica Sfântul Nicolae

Principalul obiectiv turistic al orașului este Biserica Sfântul Nicolae. Clădirea nu este curată din punct de vedere arhitectural, ea poate fi descrisă cel mai bine ca fiind o clădire în stil baroc. Prima parte a bisericii este din secolul al XVI-lea, în 1820 clădirea a fost extinsă, iar clopotnița a fost înlocuită cu una nouă. Crucea de piatră barocă din fața bisericii este din anul 1763.
Prima primărie din piatră a fost construită în Fryšták în 1680. Clădirea veche a fost înlocuită cu una nouă în 1900, proiectată de localnicul Vladimír Fischer.

## Persoane notabile
- Vladimír Fischer⁠(d) (1870–1947), arhitect
- Jaroslav Kvapil (1892–1958), compozitor, dirijor și pianist
- Břetislav Bakala⁠(d) (1897–1958), dirijor, pianist și compozitor
- Václav Renč⁠(d) (1911–1973), poet, dramaturg și traducător; a locuit aici
- Dalibor Brázda⁠(d) (1921–2005), compozitor, aranjor și dirijor ceho-elvețian

## Orașe înfrățite
Fryšták este înfrățit cu:
- Kanianka, Slovacia
- Muráň, Slovacia